# Степанов Михайло Михайлович
Михайло Михайлович Степа́нов (нар. 30 грудня 1888, Миколаїв — пом. 12 червня 1953, Ялта) — український радянський живописець.

## Біографія
Народився 18 [30] грудня 1888 року в місті Миколаєві (тепер Україна). Під час навчання в одеській гімназії займався живописом, користуючись при цьому порадами Миколи Кузнецова та Володимира Заузе. В 1915—1919 роках працював під керівництвом Миколи Самокиша. З 1937 року брав участь у художніх виставках.
Помер в Ялті 12 червня 1953 року.

## Творчість
Створив монументальні полотна, присвячені подвигам радянських моряків:
- «Легендарний корабель революції крейсер „Аврора“» (1948);
- «Чорноморський флот у поході» (1951).